# Xixuthrus thomsoni
Xixuthrus thomsoni là một loài bọ cánh cứng trong họ Cerambycidae.